# 귀족 식당 Royal Table
왕의 이야기와 소중한 인생 이야기가 들어있는 고품격 매거진 다큐멘터리
"오늘 어디서 누구와 한 끼의 식사를 하셨나요?"
왕의 음식과 소중한 인생 이야기가 있는 곳으로 당신을 초대합니다
조선왕실 궁중 음식, 프랑스 황제의 음식, 술탄이 사랑했던 음식과 그 음식에 얽힌 사연 그리고 인생
최상의 식재료와 지극한 정성으로 차려진 왕의 만찬
하나의 식탁에 담겨진 무궁무진한 이야기가 2023년 5월 여러분을 찾아갑니다
"우리 하나 하나가 어떠한 신분이나 물리적인 것에 국한되지 않고 그 자신 그 자체만으로만 다 귀족이 아닐까요?"